# Modiolus traillii
Modiolus traillii is een tweekleppigensoort uit de familie van de Mytilidae. De wetenschappelijke naam van de soort is voor het eerst geldig gepubliceerd in 1857 door Lovell Augustus Reeve.